# Arlene McCarthy
Arlene McCarthy (ur. 10 października 1960 w Belfaście) – brytyjska polityk, posłanka do Parlamentu Europejskiego IV, V, VI i VII kadencji.

## Życiorys
Studiowała m.in. prawo i nauki polityczne na uniwersytetach w Londynie, Manchesterze, Stuttgarcie i Clermont-Ferrand. Była wykładowcą na Uniwersytecie Humboldtów w Berlinie i urzędnikiem samorządowym.
Od wyborów z 1994 reprezentuje brytyjską Partię Pracy w Parlamencie Europejskim (odnawiając mandat w 1999, 2004 i 2009). W VII kadencji przystąpiła do grupy Socjalistów i Demokratów. W kadencji 2004–2009 była przewodniczącą Komisji Rynku Wewnętrznego i Ochrony Konsumentów. Zadeklarowała się jako zwolenniczka wprowadzenia patentów na oprogramowanie.